# Bertila av Spoleto
Bertila of Spoleto, född 860, död 915, var en tysk-romersk kejsarinna och drottning av Italien; gift 880 med Berengar I av Italien.
Hon var dotter till Suppo II av Spoleto och Berta.
Bertila blev kejsarinna efter att hennes man kröntes till kejsare i december 915. Hon dog, förgiftad, samma månad, ett faktum som också rapporterats av Gesta Berengarii Imperatoris.